# Autoroute A11 (Francia)

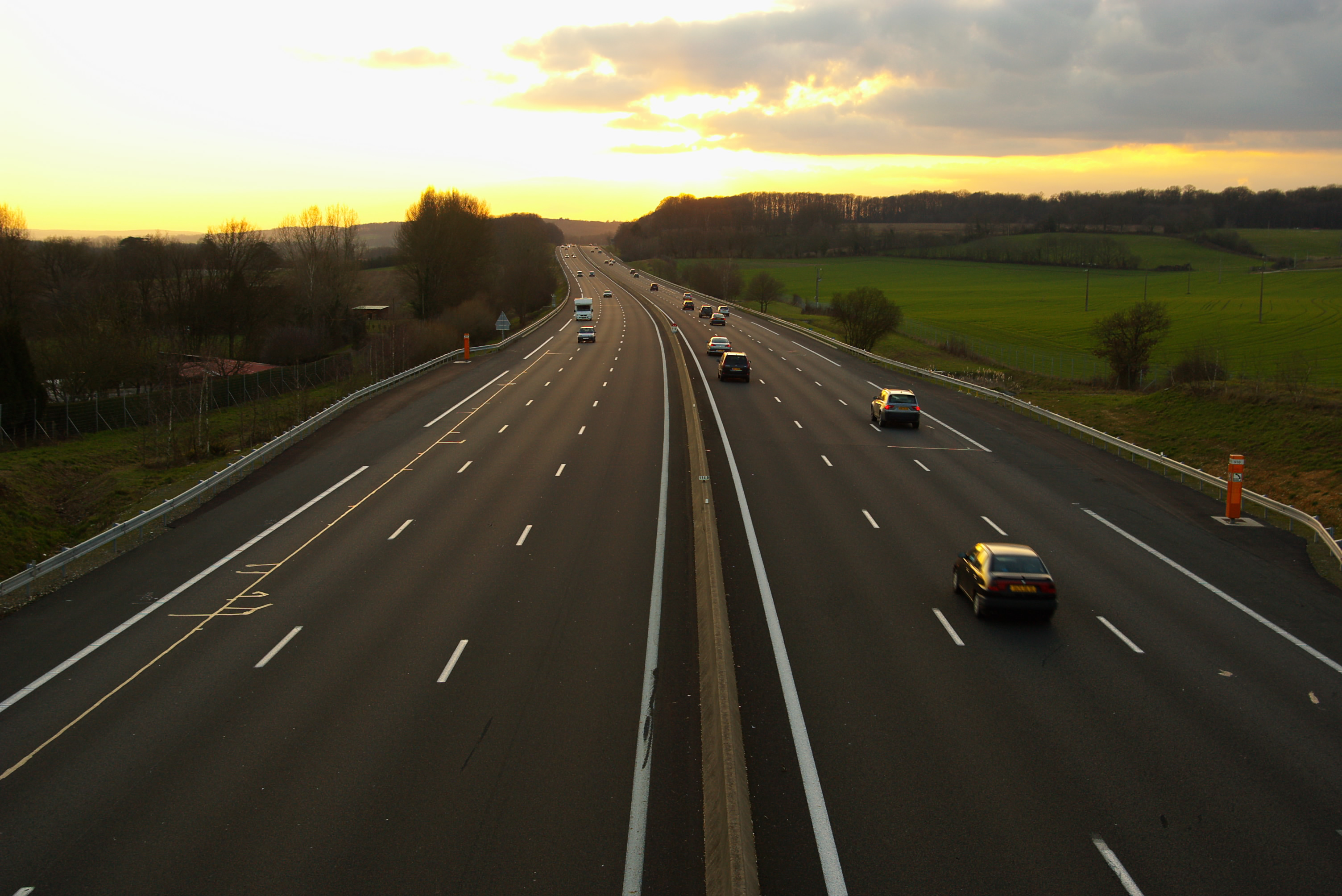
A11

L’autoroute A11, detta L'Oceane (letteralmente: L'Oceano, perché diretta verso l'Oceano Atlantico) è un'autostrada francese, che collega la regione parigina a Nantes.